# Ectropis fragilis
Ectropis fragilis là một loài bướm đêm trong họ Geometridae.